# Stade Tunisien
Stade Tunisien (arabisch الملعب التونسي, DMG al-malʿab at-tūnisī), in Tunesien unter der Abkürzung ST bekannt, ist ein tunesischer Sportverein aus dem Vorort Le Bardo der Hauptstadt Tunis, der vor allem für seine Fußballmannschaft und die Damen-Basketballmannschaft bekannt ist.
Die Vereinsfarben sind die Bey-Farben rot, grün und weiß, da der Verein seit seiner Gründung im Juli 1948 bis zur Unabhängigkeit Tunesiens 1956 unter der Obhut der Beys von Tunis stand. Ein Großteil der Anhängerschaft stammt vor allem aus Le Bardo und Manouba. Die Rivalen des Klubs sind die beiden großen Nachbarn aus der Hauptstadt, Club Africain und Espérance Tunis. Beide Klubs haben über das ganze Land verteilt Fans.
Die Fußballmannschaft, die in der Nationale A spielt, tritt zu Heimspielen im Stade Chedly Zouiten an. Es bietet 18.000 Zuschauern Platz. Die Zeit der großen Erfolge in der Liga mit vier Meisterschaften und mehreren Pokalsiegen hatte der Verein in den 1950er und 1960er Jahren. Stade Tunisien konnte die erste Auflage des tunesischen Pokals im Jahr 1956 gewinnen und wurde im Jahr 1962 auch der erste Fußballverein Tunesiens, der ein Double gewinnen konnte.
Lange Zeit gehörte Stade Tunisien, neben Club Africain und Club Sportif Sfaxien, zu den drei Vereinen des Landes, welche ohne Unterbrechungen seit der Unabhängigkeit Tunesiens in der ersten Liga spielen. Erstmals stieg man 2015/16 weit abgeschlagen als Schlusslicht der nationalen Meisterschaft ab. Der zweite Abstieg folgte in der Spielzeit 2020/21. Man hatte bis zum letzten Spieltag die Möglichkeit die Klasse zu halten, verlor aber dann vor heimischer Kulisse gegen den Lokalrivalen Club Africain und musste den Gang in die zweite Liga Tunesiens gehen. Der Verein hat es beide Male geschafft direkt aufzusteigen und gehört zum festen Bestandteil der Geschichte der Championnat de Tunisie.

## Erfolge
| National | International                                                                    |
| --- | -------------------------------------------------------------------------------- |
| - Tunesische Meisterschaft (4) - Meister: 1957, 1961, 1962, 1965 - Vizemeister: 1960, 1963, 1979, 1984 - Tunesischer Pokal (7) - Sieger: 1956, 1958, 1960, 1962, 1966, 2003, 2024 - Finalist: 1961, 1972, 1981, 1990, 2025 - Tunesischer Supercup (1) - Sieger: 1966 - Finalist: 1960, 2024 - Ligue II (Zweite Liga) (2) - Meister: 2017, 2022 - Tunesischer Ligapokal (2) - Sieger: 2000, 2002 - Coupe Hédi Chaker (2) - Sieger: 1961, 1964 - Finalist: 1962 | - Arabischer Pokal der Pokalsieger (2) - Sieger: 1989, 2001 - Halbfinalist: 2003 |

## Statistik in den CAF-Wettbewerben
| Wettbewerb                    | Runde         | Gegner                | Hinspiel | Rückspiel |  |
| ----------------------------- | ------------- | --------------------- | -------- | --------- |  |
|                               |               |                       |          |           |  |
| African Cup Winners’ Cup 1993 | 1. Runde      | Hafia FC              | 1:0 (H)  | 0:0 (A)   |  |
|                               | 2. Runde      | US Gorée              | 2:0 (H)  | 0:1 (A)   |  |
|                               | Viertelfinale | El-Kanemi Warriors FC | 0:1 (A)  | 1:1 (H)   |  |
| CAF Confederation Cup 2004    | Vorrunde      | ASC Thiès             | 6:0 (H)  | 0:3 (A)   |  |
|                               | 1. Runde      | Ismaily SC            | 1:2 (A)  | 2:0 (H)   |  |
|                               | 2. Runde      | Liberty Professionals | 2:3 (A)  | 1:1 (H)   |  |
|                               | Viertelfinale | El-Kanemi Warriors FC | 0:1 (A)  | 1:1 (H)   |  |
| CAF Confederation Cup 2009    | 1. Runde      | Stade Malien          | 0:0 (H)  | 0:2 (A)   |  |

## Andere Abteilungen

### Handball
Die Handballsektion des Stade Tunisien spielt regelmäßig in der höchsten Handball-Liga. Höhepunkt war die Vizemeisterschaft aus der Saison 1981/82.

### Basketball
Die Damen-Basketballmannschaft von Stade Tunisien zählt zu den erfolgreichsten des Landes und ist bislang das einzige tunesische Team, das die afrikanische Basketball-Champions League der Frauen gewinnen konnte. Darüber hinaus sicherte sie sich mehrfach den arabischen Landesmeisterpokal.